# Osterkirche (Hamburg-Bramfeld)

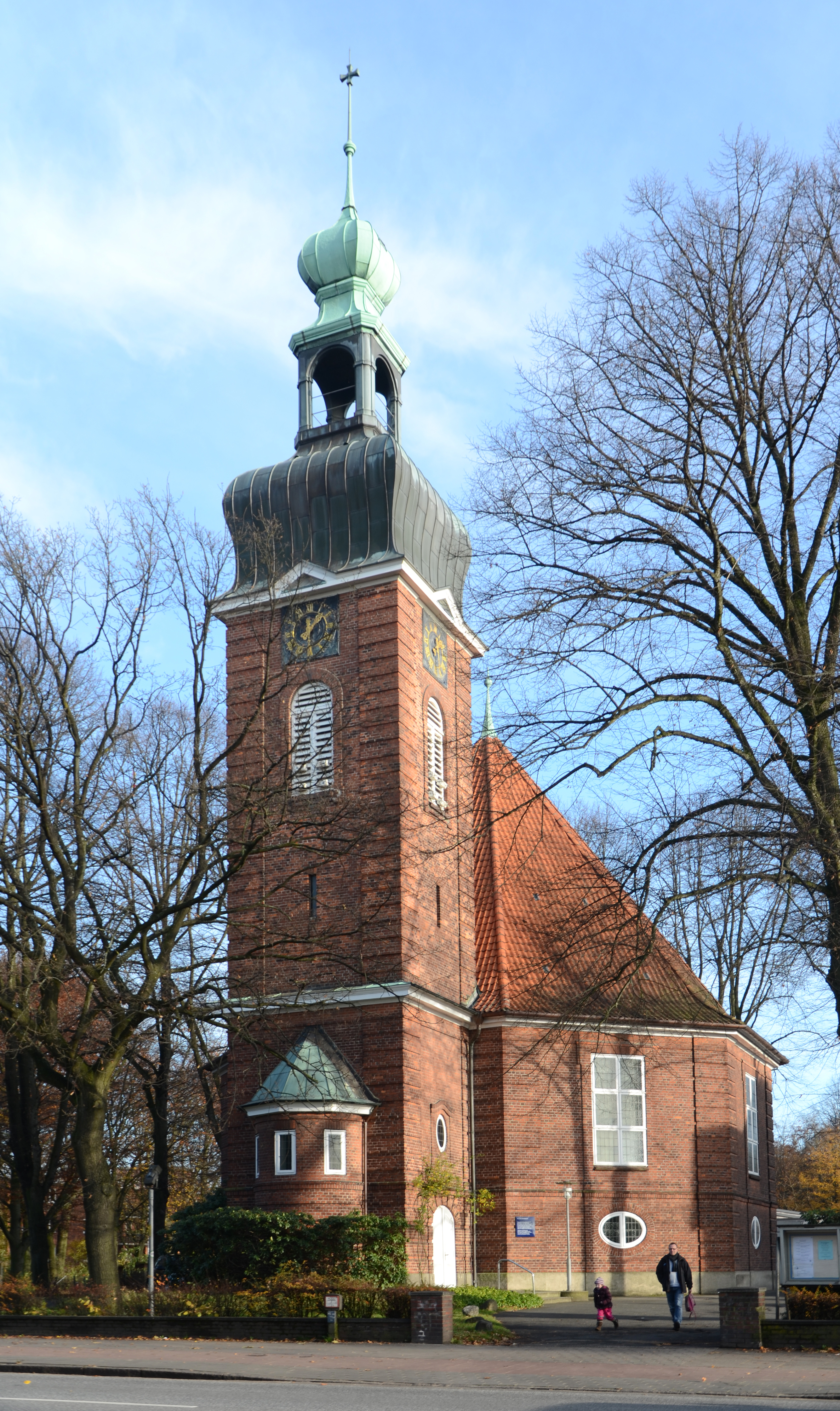
Ansicht von Westen

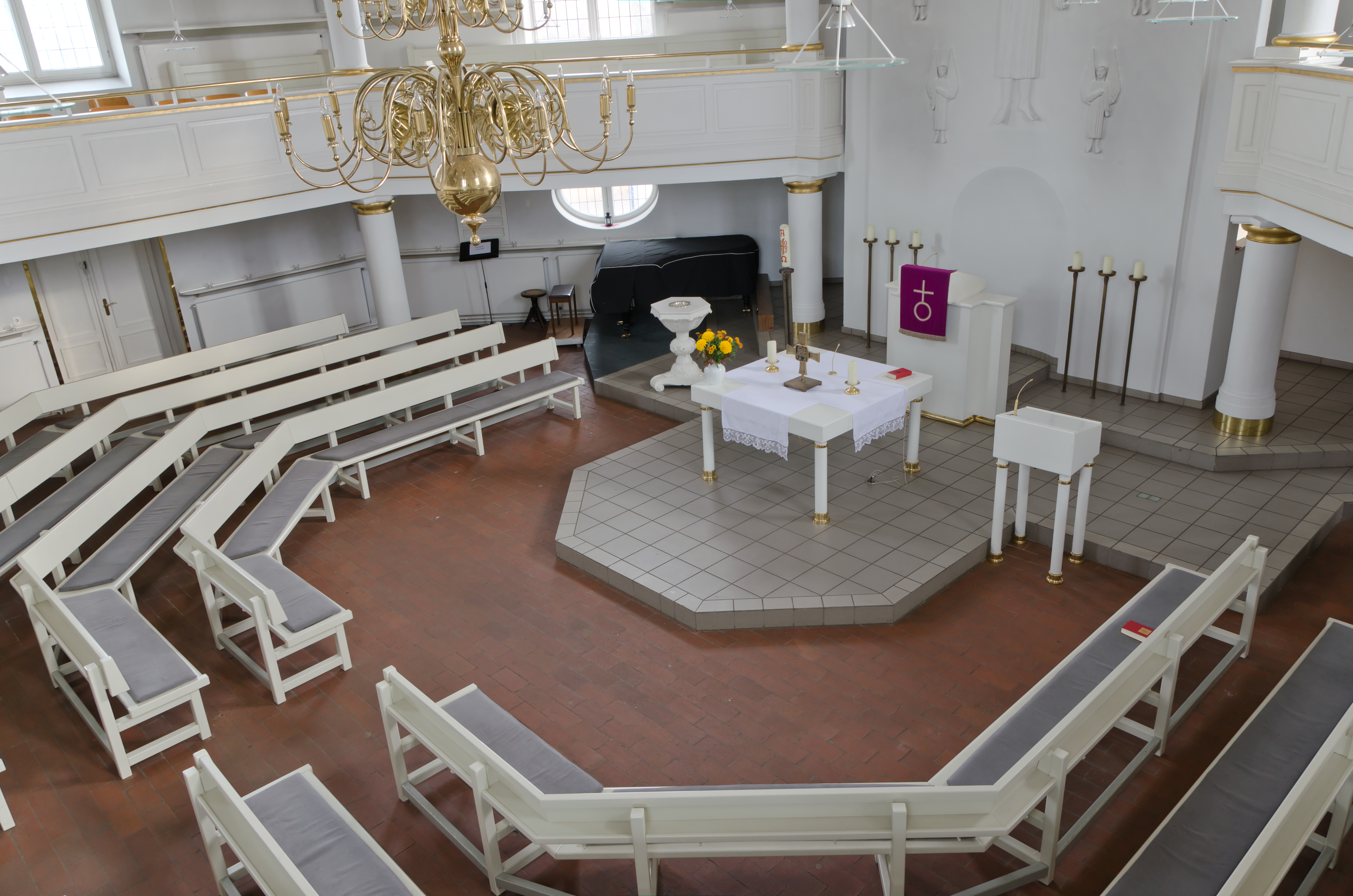
Innenraum, Blick von der Empore

Die evangelisch-lutherische Osterkirche in Hamburg-Bramfeld liegt direkt an der Bramfelder Chaussee in der Nähe der markanten Kreuzung mit der Steilshooper Allee. Sie ist eine der wenigen Zentralkirchen auf Hamburger Stadtgebiet.

## Bau der Kirche
Trotz der Ähnlichkeiten zu barocken achteckigen Kirchen im nordwestlichen Hamburg und südlichen Holstein wie der Kirche am Markt in Hamburg-Niendorf oder noch deutlicher der Rellinger Kirche und der Katharinenkirche Großenaspe ist die Osterkirche eine vergleichsweise junge Kirche. Sie kann diese älteren Kirchen als gestalterische Vorbilder nicht verleugnen und überträgt norddeutsche Barockarchitektur in das 20. Jahrhundert.
Das Gebäude entstand 1913 bis 1914 im damals noch zu Schleswig-Holstein gehörenden Bramfeld nach Plänen von Wilhelm Voigt als neobarocker Zentralbau mit achteckigem Grundriss und 32 m hohem Turm. Das Äußere kann der architektonischen Heimatschutzbewegung zugeordnet werden, wobei innere Gliederung und Gestaltung der Reformbewegung des lutherischen Kirchenbaus am Beginn des 20. Jahrhunderts entsprechen.
Bramfeld hatte schon 1907 den Bezirk der Bergstedter Kirche verlassen und wurde als Gemeinde zusammen mit den Dörfern Steilshoop und Wellingsbüttel eigenständig. Aber erst mit der Weihe der Kirche am 29. März 1914 waren die für eine selbständige Gemeinde notwendigen Gebäude vollständig vorhanden. Zunächst hatte die Kirche keinen expliziten Namen und wurde schlicht als Bramfelder Kirche bezeichnet. Anlässlich der Glockenweihe der größten Glocke Ostern 1938 erhielt die Kirche den seitdem verwendeten Namen Osterkirche.

## Innenausstattung
Die ursprüngliche Innenausstattung war eine Mischung aus barocken und klassizistischen Stilelementen. Den Raum beherrschte ein typisch protestantischer Kanzelaltar mit aufgesetzter Orgel, eine in Norddeutschland verbreitete Kombination, wie sie beispielsweise auch bei der barocken Kirche am Markt in Hamburg-Niendorf zu sehen ist.
Bis zum Sommer 1942 verfügte die Kirche über bemalte Fenster, die zum Bau von wohlhabenden Bramfelder Familien gestiftet worden waren. Nachdem diese durch Bombenangriffe zerstört wurden, verkleinerte man bis Kriegsende die Fenster und wählte danach klare Gläser als Ersatz.
1963 bis 1964 führten die Architekten Dieter und Gerhard Langmaack eine umfangreiche Neugestaltung des Innenraums aus. Sie entfernten die originalen Bänke, lösten den Kanzelaltar auf und setzten die Orgel auf die Empore an der Westseite. Eine neue Kanzel wurde auf die Südseite des Kirchenschiffs gestellt und die bisher vom Altar eingenommene Fläche mit einem Relief des Künstlers Fritz Fleer gefüllt. Fritz Fleer fertigte neben der neuen Kanzel auch Altartisch, Taufe und Pult neu aus Sandstein. Der zeittypische gerade Abschluss des raumprägenden Reliefs, die moderne Gestaltung der Prinzipalstücke und die weiße Farbfassung fand in der Gemeinde ein geteiltes Echo. Die Pietà vor den Gedenktafeln für die Kriegsgefallenen im Vorraum stammt ebenfalls von Fleer.
Bei einer notwendigen Renovierung 1991 nahm der Architekt Bertram Steingräber die immer mehr als unpassend empfundene moderne Gestaltung teilweise wieder zurück. Er fügte einen geschwungenen barockisierenden Giebel oberhalb des Reliefs hinzu und integrierte die Kanzel in den Raum unterhalb des Reliefs. Der neue freistehende Altartisch und das Pult wurden ebenfalls dem barocken Stil angepasst. Die Aufstellung der Bänke wurde dem achteckigen Raum angepasst. Im Zuge der Umgestaltung kam auch das ursprüngliche Taufbecken wieder in die Kirche.
2019 fanden Instandsetzungsarbeiten am Dach statt, bei denen Konstruktionsfehler beim Bau und die nur notdürftig behobenen Schäden von den Bomben 1942 repariert wurden. Auch der Innenraum wurde neu gestrichen.

## Orgel

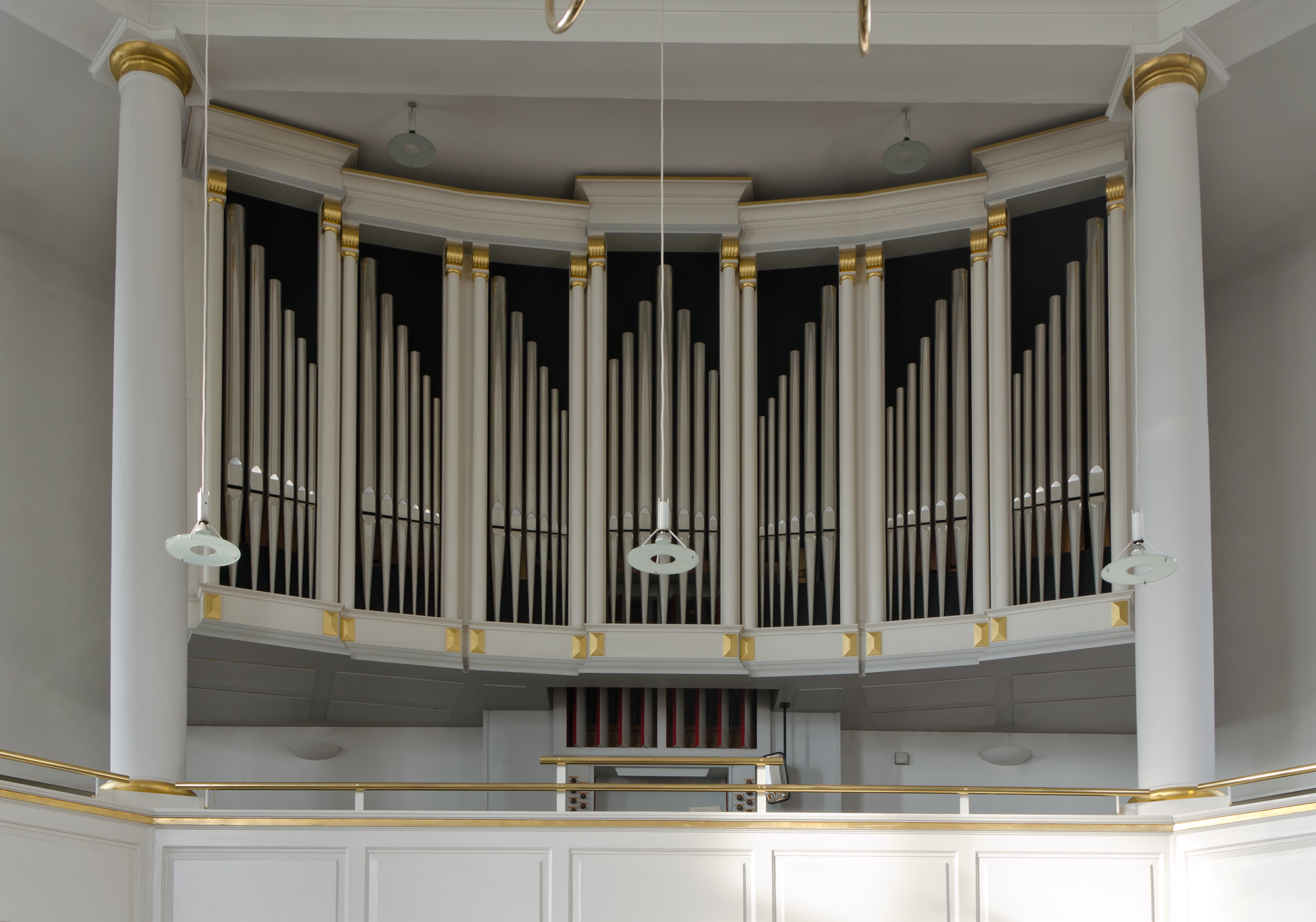
Orgelprospekt

Die erste Orgel war nach dem Zweiten Weltkrieg unbespielbar. Das heutige Instrument fertigte 1961 die Fa. Orgelbau Führer mit 25 Registern auf zwei Manualen und Pedal. Im Jahr 1991 wurde sie von Paschen Orgelbau (Kiel) umgebaut und erhielt in diesem Zug ein neues Äußeres. Klanglich ist sie barocken Orgeln nachempfunden. Ihre Disposition lautet:
| I Hauptwerk C–g3 |              |       |
| 1.               | Prinzipal    | 8′    |
| 2.               | Rohrflöte    | 8′    |
| 3.               | Oktave       | 4′    |
| 4.               | Gedecktflöte | 4′    |
| 5.               | Quinte       | 2 ⁄3′ |
| 6.               | Blockflöte   | 2′    |
| 7.               | Mixtur IV    |       |
| 8.               | Zimbel III   |       |
| 9.               | Dulzian      | 16′   |
| 10.              | Trompete     | 8′    |

| II Schwellwerk C–g3 |             |       |
| 11.                 | Gedackt     | 8′    |
| 12.                 | Rohrflöte   | 4′    |
| 13.                 | Oktave      | 2′    |
| 14.                 | Sifflöte    | 1 ⁄3′ |
| 15.                 | Terzian II  |       |
| 16.                 | Scharff III |       |
| 17.                 | Regal       | 8′    |
|                     | Tremulant   |       |

| Pedal C–f1 |              |     |
| 18.        | Subbaß       | 16′ |
| 19.        | Oktave       | 8′  |
| 20.        | Gedackt      | 8′  |
| 21.        | Nachthorn    | 4′  |
| 22.        | Bauernflöte  | 2′  |
| 23.        | Rauschbaß IV |     |
| 24.        | Fagott       | 16′ |
| 25.        | Schalmei     | 4′  |

- 3 Normalkoppeln: II/I, I/P, II/P

## Glocken
Im Jahr 1914, als die Kirche geweiht wurde, bekam diese zwei Glocken mit den Tönen es′ und g′. Die größere musste jedoch schon 1917 als Metallspende des deutschen Volkes abgenommen werden und wurde für Rüstungszwecke eingeschmolzen. Durch Spendensammlung der Gemeinde konnte stattdessen 1925 eine neue, etwas kleinere Glocke angeschafft werden. Diese Glocke hat den Ton b′ und wurde in der Gießerei Schilling in Apolda gegossen. Diese Glocke hängt bis heute im Turm der Kirche. Das zweistimmige Geläut klang den Bramfeldern jedoch etwas zu dünn. Deshalb wurde dritte Glocke angeschafft. Diese Glocke hatte den Ton es′ wie die 1917 eingeschmolzene und wog 1350 kg. Sie wurde zu Ostern 1938 geweiht, damit bekam die Osterkirche ihren Namen. Doch diese Glocke sollte ebenfalls nicht lange im Turm hängen: Im Zweiten Weltkrieg wurden die beiden großen Glocken abgenommen und eingeschmolzen. Im Turm verblieb somit nur die 1925 von Glockengießerei Schilling gegossene Glocke. Im Jahr 1952 wurde die Glockengießerei Rincker beauftragt, zwei neue Glocken für die Osterkirche zu gießen: Die ehemals zweitgrößte Glocke mit dem Ton g′ und zusätzlich eine kleine Glocke mit dem Ton c″. Beide sind in leichter Rippe gegossen, wie es zu dieser Zeit typisch war. Somit hatte die Kirche wieder drei Glocken. Im Jahr 1959 wurde dann zum dritten Mal eine große Glocke mit dem Ton es′ und einem Gewicht von 1189 kg gegossen. Diese vier Glocken hängen auch heute noch im Turm und bilden ein klangschönes Glockenensemble.
| Glocke | Jahr | Durchmesser | Masse    | Schlagton | Inschrift |
| ------ | ---- | ----------- | -------- | --------- | --- |
| 1      | 1959 | 1281 mm0    | 1189 kg0 | es′       | „Ich lebe und ihr sollt auch leben“ |
| 2      | 1952 | 975 mm      | 508 kg   | ag′       | „Unser Glaube ist der Sieg der die Welt überwunden hat“ |
| 3      | 1925 |             | 369 kg   | b′        | „Kriegessturm / Riss mich vom Turm. / Ich ward zu Wehr / fuer Deutschlands Ehr. / In Not und Schanden / geringer erstanden, / ruft doch mein Mund / wie einst all Stund / Ehre sei Gott in der Hoehe.“ |
| 4      | 1952 | 733 mm      | 219 kg   | c″        | „Friede auf Erden und den Menschen ein Wohlgefallen“ |

## Nebengebäude
Das älteste Gebäude in der unmittelbaren Umgebung schuf bereits 1908 C. W. Gundlach. Es wurde von ihm als Pastorat geplant und als solches auch sehr lange genutzt. Anfang der 2010er-Jahre traf der Kirchenvorstand die Entscheidung, die gesamte Umgebung der Kirche neu zu bebauen. Es wurde eine neue Kindertagesstätte und ein neues Gemeindehaus errichtet sowie der Platz um die Kirche neu gestaltet. Die Einweihung des neuen Gemeindehauses erfolgte im August 2013.
Seit 1909 betreibt die Kirchengemeinde einen eigenen Friedhof mit einer kleinen Kapelle an der Berner Chaussee.

## Fotografien und Karte
Koordinaten: 53° 36′ 35″ N, 10° 4′ 26″ O

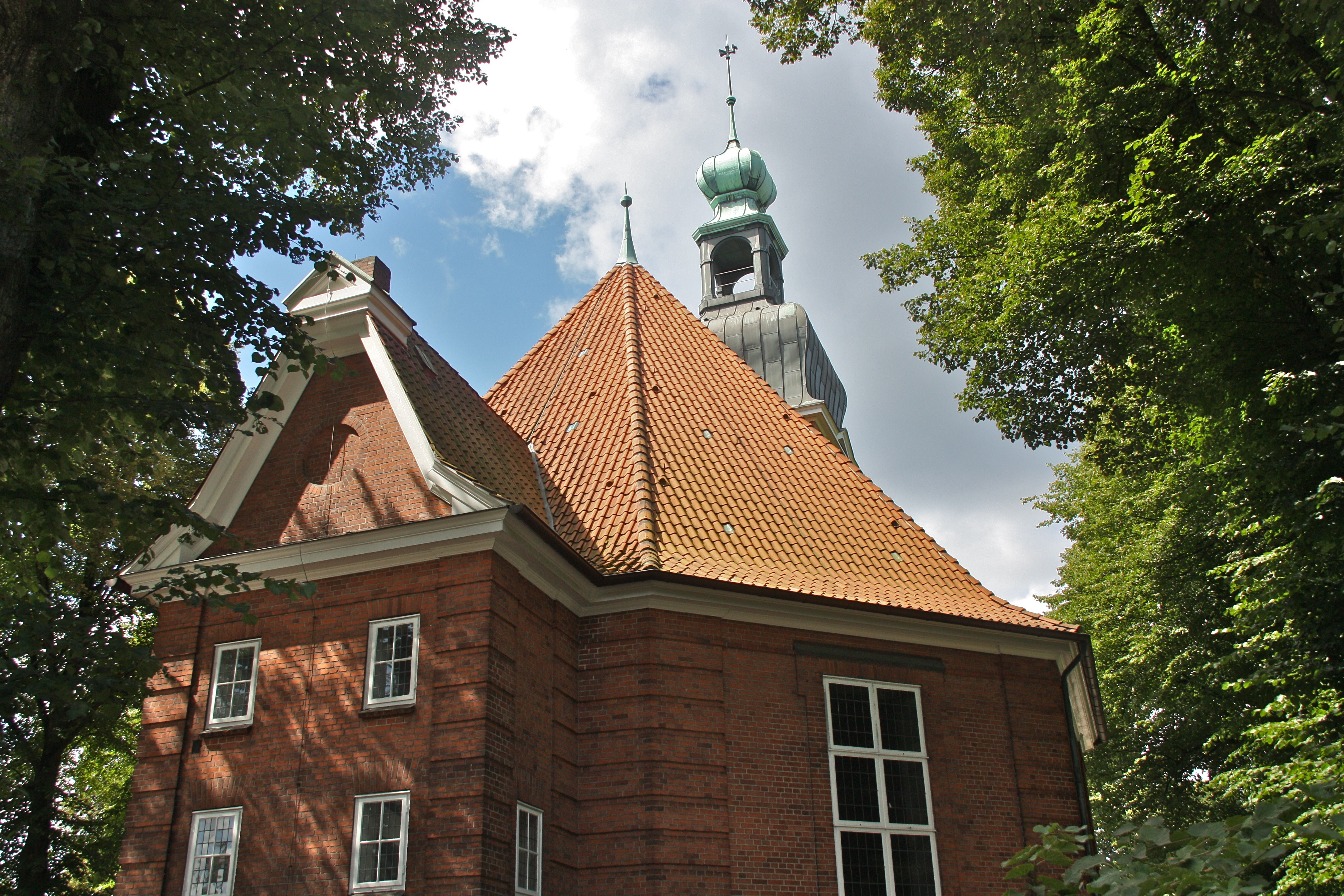
Blick über östlichen Giebel, Dach und Turm
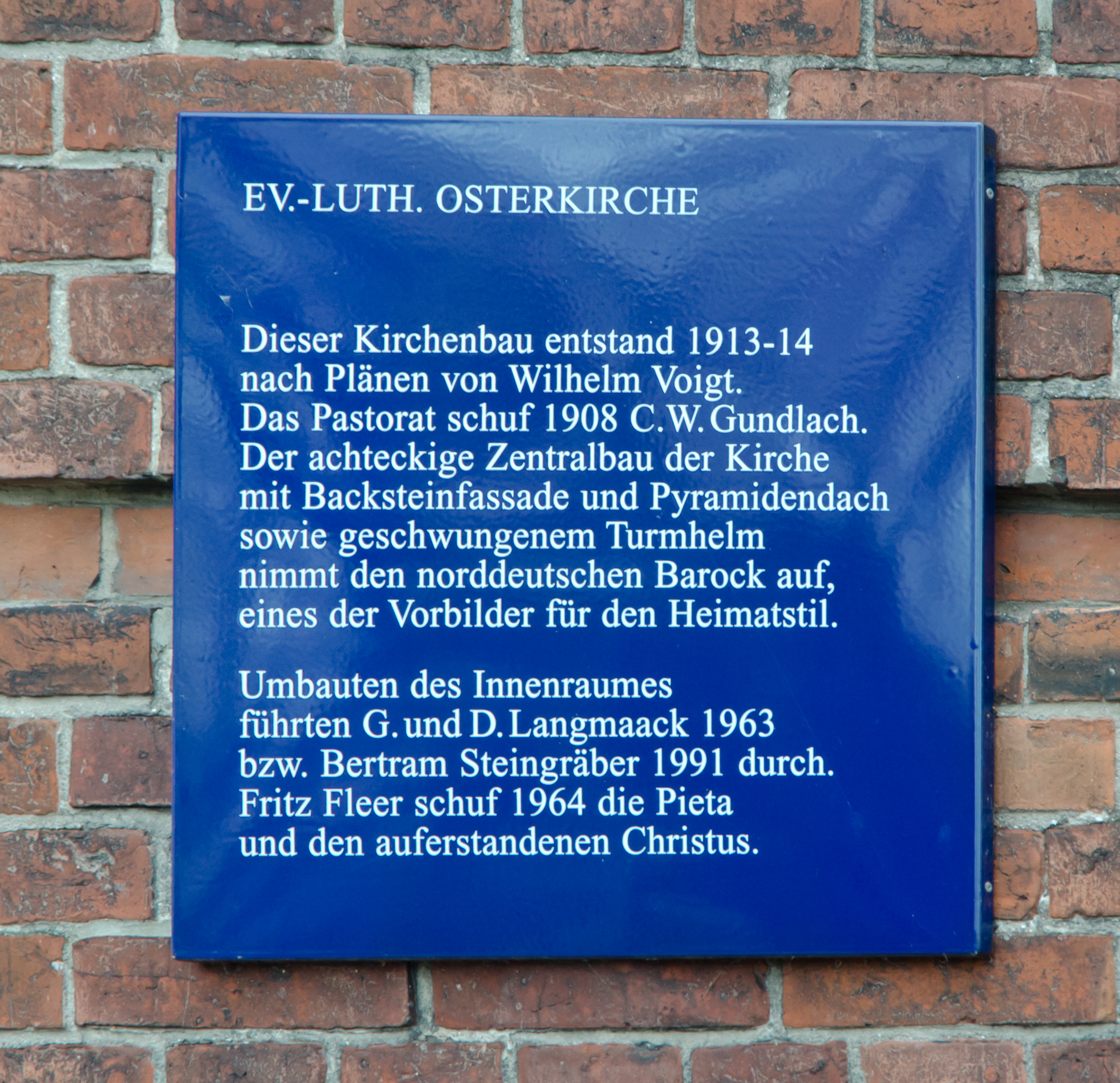
Infotafel
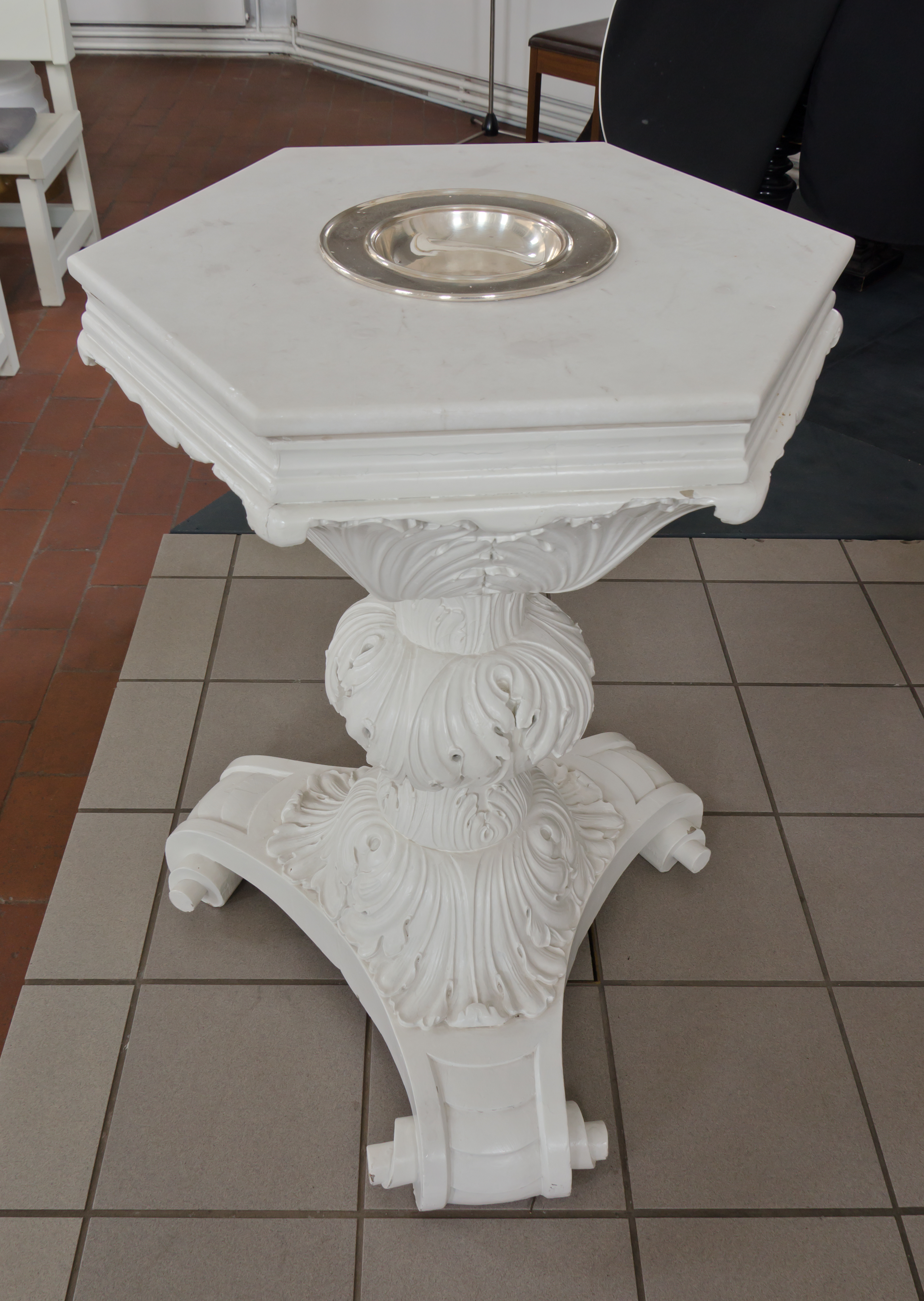
Taufbecken
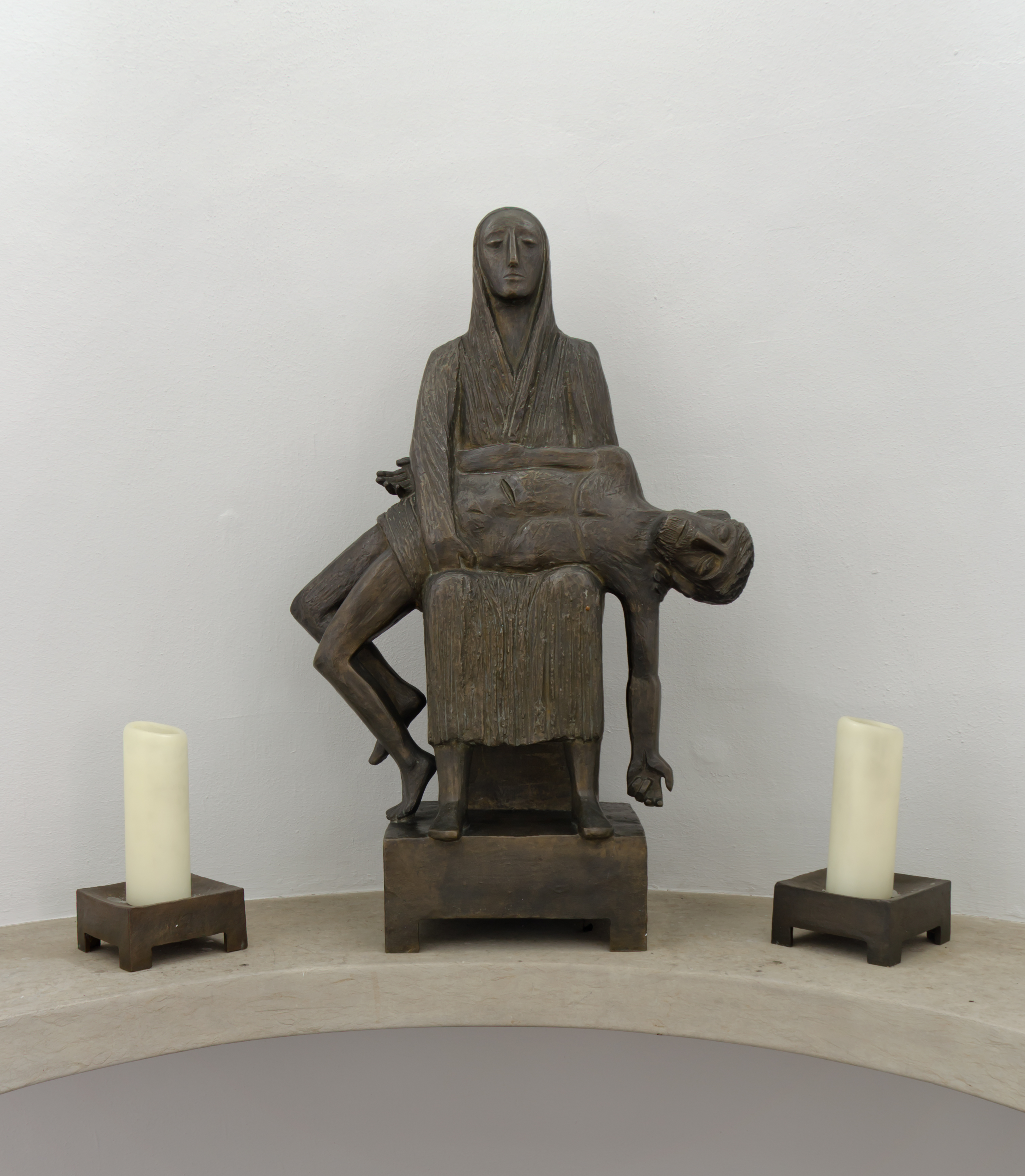
Pieta von Fritz Fleer